# Paul Petit (écrivain)
Pour les articles homonymes, voir Petit et Paul Petit (homonymie).
Œuvres principales
Résistance spirituelle, 1940-1942, Gallimard, Paris, 1947
Paul Petit est un sociologue, écrivain, traducteur, diplomate et Résistant français, né le 2 mai 1893 à Paris et mort le 24 août 1944 à Cologne en Allemagne. Il est connu pour son œuvre publiée de façon posthume Résistance spirituelle, et ses traductions de Maître Eckhart, Kierkegaard et Gertrud von Le Fort. Ami de Paul Claudel, il s'est intéressé à la philosophie d'Henri Bergson et à la poésie.

## Un diplomate et écrivain
Paul Petit naît le 2 mai 1893 à Paris (8e arrondissement), d'un père avocat à la Cour d'Appel. Il devient docteur en droit et conduit des travaux en tant que sociologue, affichant ses goûts pour la philosophie. Humaniste, amateur d'art et de littérature il publiera plusieurs ouvrages et de nombreuses traductions.
Reçu premier en 1920 au concours des affaires étrangères, il a été secrétaire d'ambassade à Smyrne, Prague, Rome, puis conseiller d'ambassade à Munich et Copenhague. Diplomate de haut rang, Paul Petit se voulait étranger à la politique. Il est nommé ministre plénipotentiaire à titre posthume.
Paul Petit qui maîtrise l’allemand, l'anglais et le danois, sera notamment le traducteur de Maître Eckhart (1942), de Gertrud von Le Fort (1935) et de Søren Kierkegaard. Alors en poste à Rome, il reçoit chez lui, en 1925 l’écrivain Max Jacob et en devient l’ami. Max Jacob lui confie la confection de ses Morceaux choisis, publiés chez Gallimard en 1936 sur une idée lancée par Jean Paulhan dès juin 1932, recueil dont il lui cède les droits. Max Jacob lui dédie aussi le poème Reportage de juin 40. De son côté, Paul Claudel fait de lui son homme de confiance, lui confiant de très nombreuses missions auprès de ses éditeurs et de ses traducteurs.
Il s'intéresse à la philosophie de Bergson sur lequel il publie des essais.

## Résistant chrétien

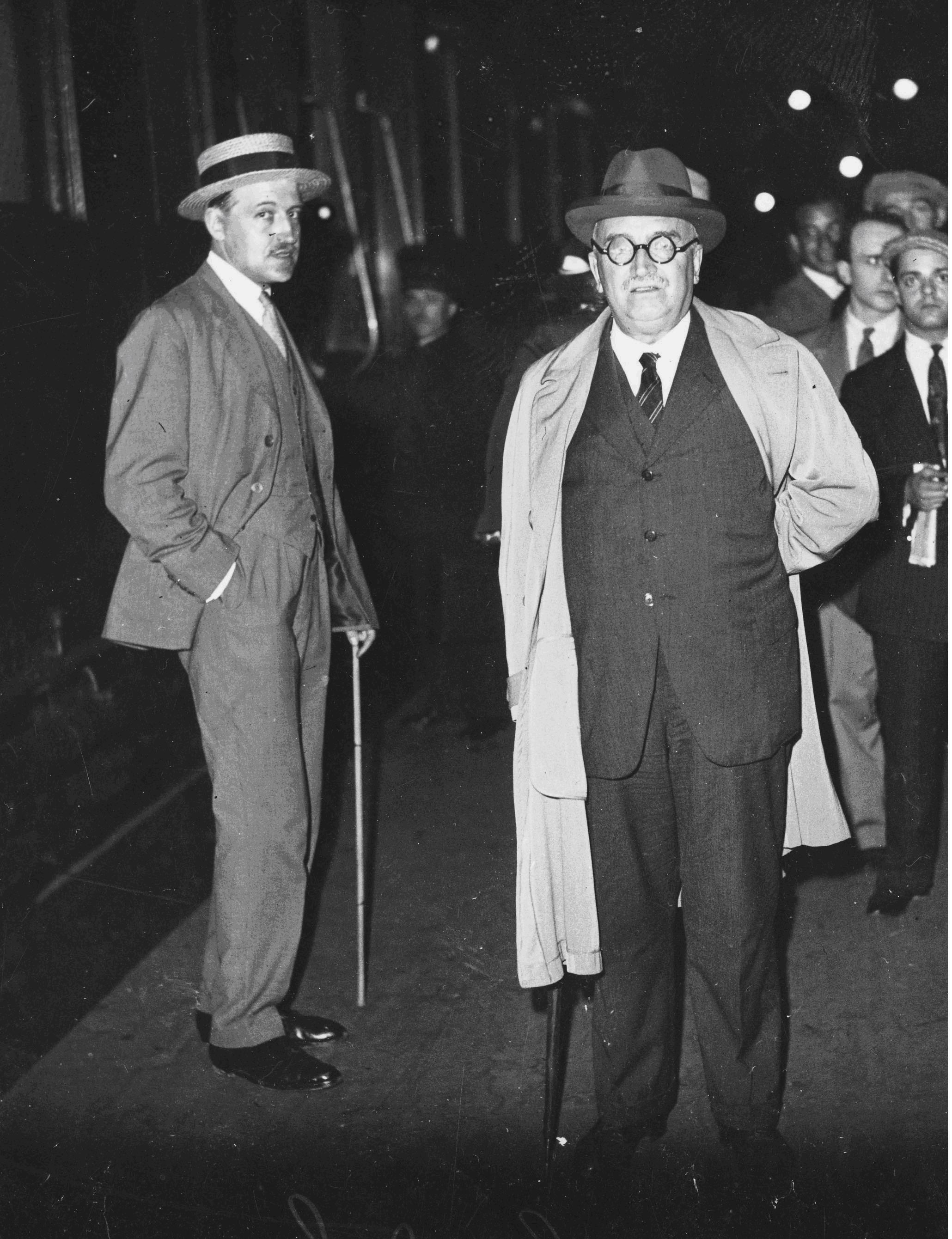
Paul Petit et Paul Claudel, 1938

Paul Petit publie à ses frais plusieurs textes clandestins dénonçant l’attitude de certaines personnalités de l’église catholique et le régime du maréchal Pétain. Le 12 décembre 1940, il diffuse à Paris deux lettres ouvertes aux cardinaux Emmanuel Suhard et Alfred Baudrillart, leur reprochant leurs appels à la collaboration avec Pétain pour le premier, et l’occupant pour le second. Le 20 mars 1941, il diffuse un tract où il dénonce l'imposture du régime de Vichy et assure que mieux vaut « désobéir aux hommes plutôt qu’à Dieu et sauver [son] âme plutôt que de la perdre ». Paul Claudel parlera ainsi de ce document : « le vingt mars mil neuf cent quarante et un, il y eut un homme sévère, glace et feu, ignorant de toute espèce de tact, qui jugea que le moment était venu de prendre la plume et de faire un tract ».
Il rejoint le journaliste Henri de Montfort, l’historien Émile Coornaert et l’écrivain Marietta Martin pour constituer le groupe La France continue. Les membres du réseau sont d’inspiration chrétienne.
L’ancien diplomate devient le principal rédacteur du journal La France continue, qui publie treize numéros jusqu’en février 1942, le tirage atteignant 10000 exemplaires. Le premier numéro est daté du 10 juin 1941. Parmi ses principaux collaborateurs figure Raymond Burgard (1892-1944), professeur de français au lycée Buffon, décapité à Cologne le 15 juin 1944. Paul Petit donne au journal une tonalité violemment antipétainiste.
Arrêté le 7 février 1942, Paul Petit est déporté à la prison de Sarrebruck le 9 juillet 1942. Condamné à mort, le 16 octobre 1943, par le 2e Sénat du Volksgerichtshof, en même temps que ses coinculpés Marietta Martin et Raymond Burgard, il fut décapité à la prison de Cologne (Allemagne) le 24 août 1944.
La principale œuvre de Paul Petit, Résistance spirituelle, paraît à titre posthume en 1947, chez Gallimard, avec une préface de Jacques Madaule et un poème de Paul Claudel. Pour l’historienne Renée Bédarida, Paul Petit était « un esprit intransigeant au courage indomptable ». Bernard Comte le présente comme « un témoin intransigeant de la transcendance et de l’exigence éthique du message chrétien », remarquant : « il défie presque ouvertement l’occupant et ses complices. »

## Travaux de traduction
Paul Petit a traduit en 1937 de l'allemand les Hymnes à l'Église de Gertrud von Le Fort, avec une préface de Paul Claudel, écrivain catholique.
Paul Petit est l'un des premiers traducteurs de Maître Eckhart de l'allemand vers le français. Il publie en 1942 les Œuvres : sermons et traités du théologien allemand médiéval. À l'époque, selon Petit, « Maître Eckhart n'est encore guère plus qu'un nom » pour le public français. Il s'appuie sur l'édition en allemand moderne de Herman Büttner. Il affirme fréquenter les textes d'Eckhart « avec une ferveur sans cesse croissante ». L'édition de Paul Petit n'est pas une édition savante et critique, de son propre aveu ; il n'a pas effectué de comparaison entre les différentes versions ni de travail d'authentification faute de compétence en la matière. Eckhart est tombé dans l'oubli jusqu'à Paul Petit en France, à cause de la condamnation inquisitoriale dont il a fait l'objet en 1329. Il est redécouvert grâce à ses traducteurs et éditeurs allemands aux XIXe et XXe siècles, et grâce à Paul Petit puis Jeanne Ancelet-Hustache dans les années 1970 en France. La traduction de Paul Petit « reste une valeur sûre » en 2010 selon Marie-Anne Vannier, spécialiste du théologien rhénan.
Les Œuvres de Maître Eckhart sont augmentées en 1987 d'une préface de Jean-Pierre Lombard, un ami de Raymond Abellio, bien après la mort de Paul Petit. Jean-Pierre Lombard tourne Eckhart vers une lecture gnostique, et manifeste son mépris de la mystique rhénane. Cette lecture est étrangère à Paul Petit.
En 1949 paraît la traduction posthume du Post-scriptum aux Miettes philosophiques de Søren Kierkegaard, philosophe danois du XIXe siècle. Dans sa préface, Paul Petit s'efforce de dissocier Kierkegaard du protestantisme et de Martin Luther pour le rapprocher du catholicisme. Il multiplie les citations et les auteurs en ce sens, par exemple : « loin d'être opposée à la conception catholique de l'Église, comme on le croît parfois, la conception kierkegaardienne de l'Enkelte [l'Unique] en est donc complémentaire ».

Paul Petit désolidarise aussi Kierkegaard de l'idéalisme allemand. Le Post-scriptum polémique contre Hegel et l'hégélianisme. Petit écrit : 
« Le mérite essentiel de Kierkegaard consiste au contraire [de l'idéalisme allemand] à avoir rétabli la foi dans son objectivité, à l'avoir définitivement dégagée de tout romantisme, de tout subjectivisme, et aussi, par avance, de tout pragmatisme et de tout modernisme. Finalement il ne reste que le Christ et l'autorité. »

## Distinction et hommage
Chevalier de la Légion d'honneur à titre posthume.
Il fait partie des 157 écrivains morts pour la France dont le nom figure au Panthéon de Paris sous une plaque portant la mention : « Ici sont enfermés les hommages rendus le 2 juillet 1949 aux écrivains morts pour la France pendant la guerre 1939-1945 ». Son nom est mentionné sous la forme « P. Petit. »

## Œuvres

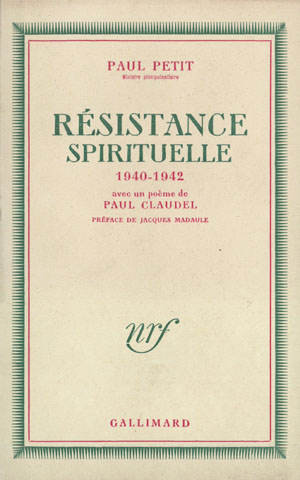
Résistance spirituelle, 1947.

### Essais
- M. Bergson et le Rationalisme, Impr. Dr Ed. Grégr & fils, Prague, 1921 [signé du pseudonyme Agénor Petit].
- Résistance spirituelle, 1940-1942, Gallimard, Paris, 1947.
- Le Social est-il une source ?, Desclée de Brouwer et Cie, Bruxelles, 1933.

### Traductions
- Søren Kierkegaard, Les Miettes philosophiques, Éditions du livre français, Paris, 1947.
- Søren Kierkegaard (trad. Paul Petit), Post-scriptum aux Miettes philosophiques, Paris, Gallimard, coll. « NRF », 1949 (réimpr. 2002), 428 p. (ISBN 978-2-07-076585-0).
- Maître Eckhart (trad. Paul Petit, préf. Jean-Pierre Lombard), Œuvres : Sermons-traités, Paris, Gallimard, coll. « Tel », 1988 (1re éd. 1942), 324 p. (ISBN 978-2-07-071178-9).
- Gertrud von Le Fort, Hymnes à l'Église (préface de Paul Claudel), Casterman, 1952.

### Édition d’œuvres de Max Jacob
- Max Jacob, Paul Petit : Morceaux choisis, Gallimard, Paris, 1936.

## Gallica
- La Bibliothèque nationale de France a mis en ligne sur le site Gallica la collection des numéros 1 à 11 du journal La France continue.